# Vittorio Zonca
Pour les articles homonymes, voir Zonca.
Vittorio Zonca (né en 1568 à Padoue et mort le 15 novembre 1602 dans la même ville) est un architecte et mécanicien italien.

## Biographie
S'étant appliqué de bonne heure à l'étude des mathématiques et de l'architecture, Vittorio Zonca y fit de rapides progrès, et fut honoré du titre d'architecte de la ville de Padoue. La vue, dit-on, du recueil de machines d'Agostino Ramelli lui inspira le goût de la mécanique. 
Quoi qu'il en soit, on lui dut bientôt une foule d'inventions très ingénieuses et de perfectionnements dont il publia la description sous ce titre : Nuovo teatru di machine ed edifizj per varie e sicure operazioni, Padoue, 1607 ou 1621, in-fol. On cite encore des éditions de 1653 et de 1656 ; mais ce volume ne serait pas aussi rare s'il en existait tant de réimpressions. Il contient quarante-quatre planches, qui représentent la vis sans fin d'Archimède, des modèles d'écluses pour les canaux de navigation, des moulins à blé de différentes sortes, des pressoirs, le moulin du foulon, celui du fabricant de poudre, là presse de l'imprimeur en caractères et celle de l'imprimeur en taille-douce, une machine à rôtir les viandes mise en mouvement par la fumée ; mais, ce qui est plus remarquable encore, une machine à filer mue par l'eau, semblable à celle qu'on a importée d'Angleterre en France, sans qu'on en ait jusqu'ici revendiqué l'honneur pour l'ingénieux artiste italien, trop peu connu, même de ses compatriotes.

## Sources
- « Vittorio Zonca », dans Louis-Gabriel Michaud, Biographie universelle ancienne et moderne : histoire par ordre alphabétique de la vie publique et privée de tous les hommes avec la collaboration de plus de 300 savants et littérateurs français ou étrangers, 2e édition, 1843-1865 [détail de l’édition]